# Ptahmose (Steinschneider)
Ptahmose, auch Ptehmes, war ein altägyptischer Steinschneider.
Ptahmose lebte wohl in der 19. Dynastie (1282 – 1186/85 v. Chr.) in Theben. Er ist durch sein Totenbuch bekannt, das heute im Archäologischen Museum Krakau (MNK IX-752/1-4) und im Louvre  (Paris SN 2) aufbewahrt wird. Nur aufgrund des Totenbuches, in dem er als Oberster der Lapislazulihersteller des Herrn der beiden Länder bezeichnet wird, kann man vermuten, wann und wo Ptahmose lebte. Seine Eltern waren der Beamte  (s3b) Kefaschena und die Herrin des Hauses Nefertari.